# Stalobelus immaculatus
Stalobelus immaculatus är en insektsart som beskrevs av Capener 1955. Stalobelus immaculatus ingår i släktet Stalobelus och familjen hornstritar. Inga underarter finns listade i Catalogue of Life.